# Pete Smith (Schauspieler)
Pete Smith (* 7. August 1958 in Kaitaia, Neuseeland; † 29. Januar 2022 ebenda) war ein neuseeländischer Schauspieler, welcher dem Stamm der Māori angehörte.

## Leben und Karriere
Der 1958 in Neuseeland geborene Schauspieler hatte seine größten Erfolge in Filmen wie dem 1985 von Regisseur Geoff Murphy inszenierten Science Fiction Klassiker Quiet Earth – Das letzte Experiment an der Seite von Bruno Lawrence. Darüber hinaus spielte er in den 1990er Jahren in Jane Campions Filmdrama Das Piano, in Lee Tamahoris Literaturverfilmung Die letzte Kriegerin oder in Ian Munes Filmdrama What Becomes of the Broken Hearted?. In Peter Jacksons Oscar-prämiertem Fantasy-Epos Der Herr der Ringe: Die Rückkehr des Königs trat er 2003 in der Rolle eines markanten Orks in Erscheinung.
Im Jahre 2006 gewann er den Preis Best Performance Supporting Actor bei den Air New Zealand Screen Awards für seine Rolle in The Market. Des Weiteren präsentierte er 2007 eine Gartensendung mit dem Titel Maramataka – Once Were Gardeners auf dem TV-Kanal Māori Television.

## Filmografie (Auswahl)
- 1985: Quiet Earth – Das letzte Experiment (Quiet Earth)
- 1993: Das Piano (The Piano)
- 1994: Die letzte Kriegerin (Once Were Warriors)
- 1997: In the Company of Men
- 1997: USA High
- 1998: The Boys
- 1999: What Becomes of the Broken Hearted?
- 2003: Der Herr der Ringe: Die Rückkehr des Königs (The Lord of the Rings: The Return of the King)
- 2004: Spooked
- 2005: The Market (Fernsehfilm)
- 2010: Hugh & Heke

## Auszeichnungen
New Zealand Film and TV Award
- 1987: Auszeichnung bei den New Zealand Film and TV Awards mit dem Film Award in der Kategorie Best Performance, Male in a Supporting Role für Quiet Earth – Das letzte Experiment

New Zealand Screen Award
- 2006: Auszeichnung bei den New Zealand Screen Awards mit dem New Zealand Screen Award in der Kategorie Television - Best Performance by a Supporting Actor für The Market